# Ken Mary
Ken K. Mary är en amerikansk trummis känd från bl.a. Alice Cooper och House of Lords. Han är numera mest aktiv inom musiken som producent. Ken var också trummisen som införde spelande med dubbla baskaggar och mycket pukor till Alice Coopers band. Kens trumspelande kan vara det mest komplicerade Alice Cooper haft på en av sina skivor.
Ken medverkade på skivan Raise Your Fist and Yell (1987) som anses vara en av Alice Coopers hårdaste och tyngsta skiva någonsin. Efter Alice Cooper gick Ken med i AOR / hårdrocksbandet House of Lords.